# Le Chevalier des croisades

Le Chevalier des croisades (titre original : La leggenda di Genoveffa) est un film italien réalisé par Arthur Maria Rabenalt et sorti dans ce pays en 1952.

## Synopsis
Siegfried, comte de Trèves est le mari de Geneviève de Brabant, la belle fille du duc de Brabant, qu'il délaisse pour rejoindre les croisades. Laissée sous la garde de Golo, un homme de confiance du comte, elle va subir de fausse accusation d'infidélité de la part de ce dernier.

## Distribution
- Rossano Brazzi : Siffroi, comte de Trèves, un seigneur qui, peu après son mariage, part aux Croisades
- Anne Vernon :  Geneviève de Brabant, la fille du duc de Brabant, sa belle et jeune épouse
- Gianni Santuccio : Golo, le fourbe intendant de Siffroi qui convoite Geneviève
- Enzo Fiermonte : le baron Drago
- Edmea Lari : l'aubergiste
- Pietro Tordi : Orso
- Elena Borgo : Berta
- Nerio Bernardi
- Anna Carena
- Piero Carnabucci
- Emilio Baldanello
- Jolanda Blasi